# Le Pirée (district régional)
Le district régional du Pirée  (grec moderne : Περιφερειακή ενότητα Πειραιώς) est l'un des districts régionaux de Grèce qui fait partie de la périphérie (région) de l'Attique. Ce district régional englobe la partie ouest-centrale de l'agglomération d'Athènes.

## Administration
Dans le cadre de la réforme gouvernementale de 2011, le programme Kallikratis, le district régional du Pirée, est créé en partie sur l'ancienne préfecture du Pirée. Il est divisé en cinq municipalités qui sont (numérotées selon le cartouche de la carte dans l'infobox) : 
- Keratsíni-Drapetsóna (2)
- Korydallós (3)
- Níkea-Ágios Ioánnis Réntis (4)
- Pérama (5)
- Le Pirée (1)